# Xã Alexis, Quận Butler, Nebraska
Xã Alexis (tiếng Anh: Alexis Township) là một xã thuộc quận Butler, tiểu bang Nebraska, Hoa Kỳ. Năm 2010, dân số của xã này là 674 người.